# Los Tours de Hale

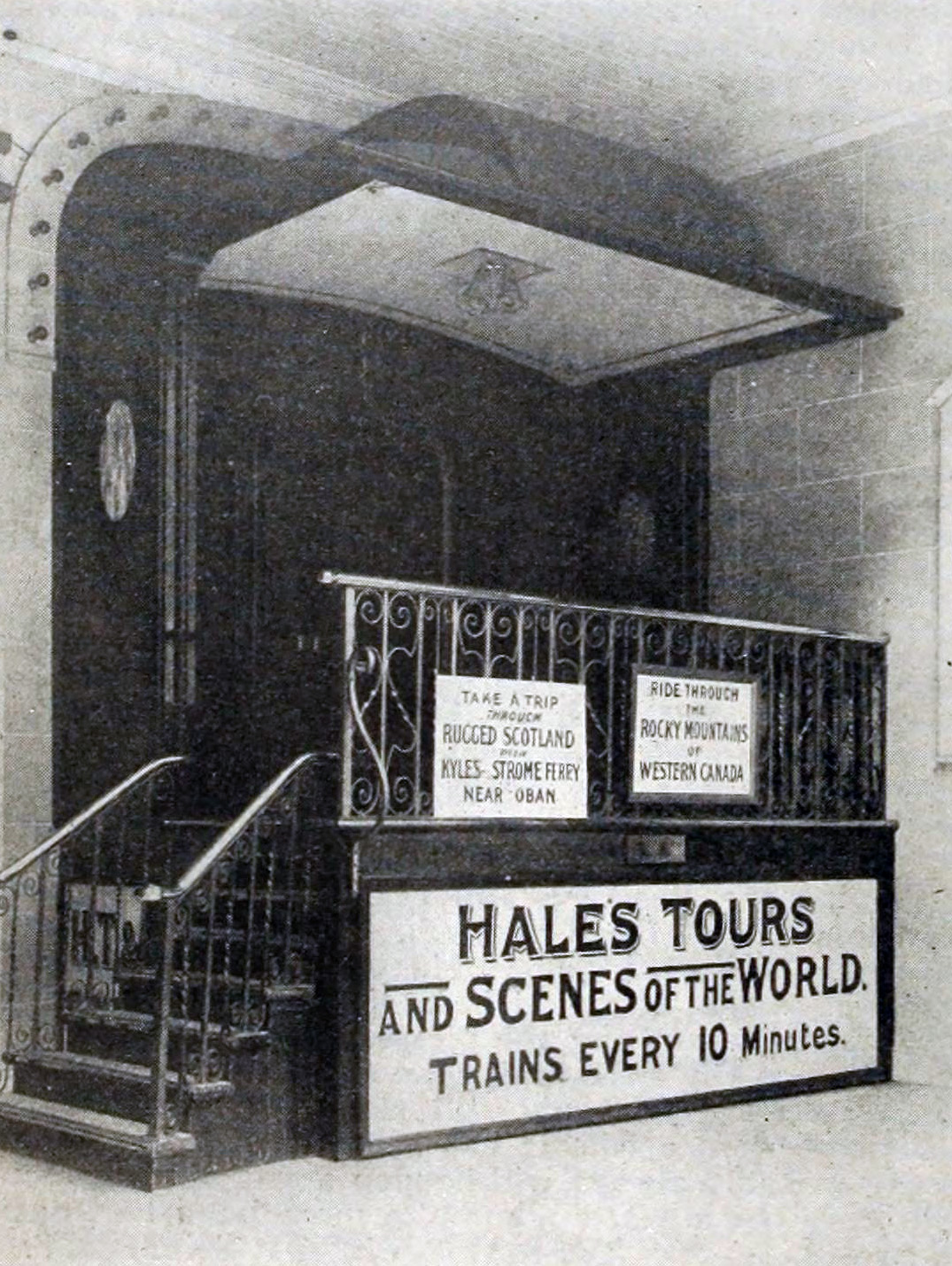
Entrada a Los Tours de Hale (1916), operado por Adolph Zukor en compañía con William A. Brady.

Los Tours de Hale  era una atracción en parques de atracciones y lugares similares a principios del siglo XX. Eran espacios especialmente diseñados para simular un viaje en ferrocarril.

## Historia y Evolución[1]
En el año 1895, los novelistas H. G. Wells i el pionero Británico del cine Robert Paul patentaron la idea de simular un viaje a través del espacio y el tiempo, basado en las novela de ciencia ficción de Wells La máquina del tiempo. Los miembros de la audiencia se sentarían en una plataforma que se movería hacia adelante y atrás, acercándose y alejándose de una pantalla en la que se proyectarían imágenes estáticas y en movimiento. Fue una idea ingeniosa i ambiciosa en su día, pero tuvo que ser abandonada por los excesivos costes que implicaba. Aun así, fue la primera idea de atracción ultra realista y de simulación de la realidad de la que se tiene constancia.

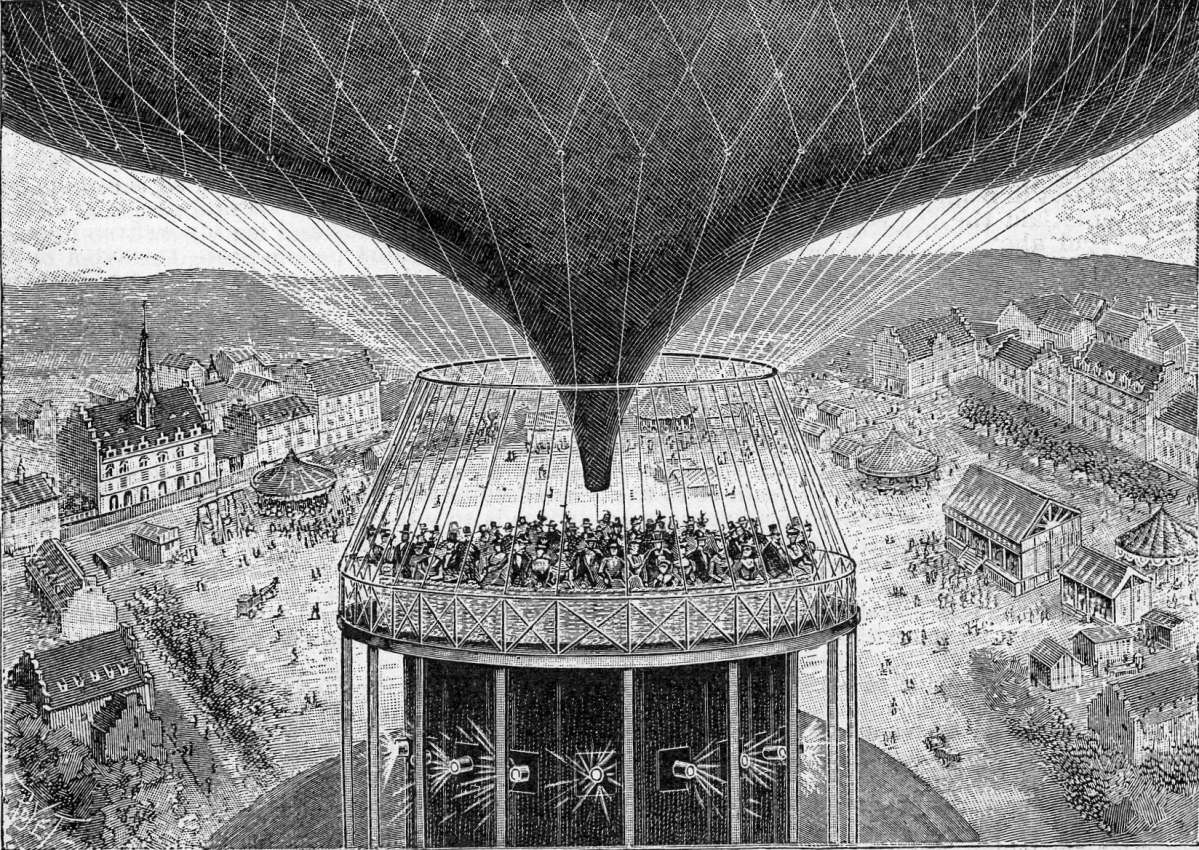
Imagen del Cinéorama de Raoul Grimoin-Sanson, una de las primeras atracciones de cine ultra realista y precedente de Los Viajes de Hale.

En 1900 se establecieron dos atracciones de cine ultra realistas en la Exposición de París de ese año. La primera de estas se llamó Cinéorama y fue presentada por Raoul Grimoin-Sanson. La exhibición simulaba las vistas que uno tendría desde la cesta de un globo de aire gigante que sobrevolara los campos europeos. La audiencia estaba de pie en una plataforma circular y elevada, debajo de la cual diez proyectores sincronizados proyectaban una imagen de 360 grados en movimiento sobre una pantalla circular. Las imágenes que se mostraban habían sido coloreadas a mano y sacadas desde un globo de aerotransporte real.
La segunda atracción de este tipo fue presentada por los hermanos Lumière y fue llamado Maréorama. Simulaba la vista que uno tendría desde el puente de un barco mientras navegaba por los mares.
Esta idea fue adoptada por George C. Hale, quien en Estados Unidos creó el primer cine ultra realista. Este tuvo la forma de un vagón de ferrocarril artificial que junto con diferentes efectos, entre ellos visuales, de sonido y táctiles, creó una atracción que creaba una ilusión muy convincente de viaje en ferrocarril y que se pasó a llamar Los Tours de Hale o Los Viajes de Hale (en inglés Hale's Tours and Scenes of the World). Esto fue en 1904, cuando Hale se interesó por las nuevas imágenes en movimiento que se extendían por todo el mundo desde la invención del cinematógrafo por los hermanos Lumière, y encontró una nueva aplicación para estas imágenes en su atracción (véase el apartado "Creación y patente"). La idea de Hale fue revolucionaria en un tiempo en el cual las películas que se proyectaban eran cortas, con una duración de diez a quince minutos, y con géneros como el paseo fantasma, deporte, comedia, drama, etc. En Estados Unidos incluso no se llegaban a proyectar las películas en la mayoría de las ocasiones, sino que se veían en Kinescopios o Mutoscopios pagando en establecimientos con máquinas tipo arcade.
La primera aparición comercial del espectáculo de Tours de Hale fue en la Exposición de St. Louis de 1904. Fue un 20 de abril, y su apreciación fue un gran éxito del cual no quedan registros físicos, solamente referencias en la historia del cine de Terry Ramsaye de 1926, A Million and One Night, y los testimonios del productor e historiador Kenneth Macgowan de Los Ángeles, y el productor de películas Reid Ray de Minneapolis. Después de su debut, Los Viajes de Hale hicieron presencia en Kansas City, Missouri en 1905 en su Electric Park. El coste fue de unos $7,000 y en cada vagón (eran 2 vagones) cabían unos 60 pasajeros. No obstante, las apariciones que atrajeron la atención nacional fueron las que se abrieron en Nueva York (en el 64 Union Square) y en Chicago (State Street). 
La idea se refinó aún más bajo el nombre Pleasure Railway  una nueva patente que obtuvo Hale en 1905. La idea se extendió por los Estados Unidos (California, Denver, Portland, Spokane, Montgomery, Atlanta, Cleveland, etc.)  y Canadá (Winnipeg, Toronto, etc.) con un estimado de 500 Viajes de Hale apareciendo entre 1906 y 1911 solo en los Estados Unidos, situados normalmente en parques de atracciones. En 1906, Wade C. Gifford llevó Los Viajes de Hale por todo el mundo en México, Sud África, Sud América, las islas británicas, Europa Continental y Hong Kong. 
En Gran Bretaña, el productor y director de cine estadounidense Charles Urban, tuvo una franquicia temprana para Los Viajes de Hale en 165 Oxford Street (más tarde el cine de la Academia), con oficinas principales que venden películas y equipos a unos cientos de metros de distancia en Wardour Street. El negocio fue liquidado en 1906, cuando J. Henry Iles adquirió la franquicia de Los Viajes de Hale en diciembre de 1906, y una empresa llamada Hales Tours of the World Ltd. se estableció en diciembre de ese año para hacerse cargo del funcionamiento de 165 Oxford Street. Se abrieron más sedes en Nottingham, Manchester, Brighton, Leeds, Blackpool y Bristol. Con el tiempo la novedad dejó de atraer a la gente y fue sustituida por el equivalente británico de los nickelodeons en Estados Unidos, el pequeño tipo de casa cinematográfica "Bijou". 
Se estima que las ganancias que obtuvo Hale a partir de su atracción Los Viajes de Hale fue de unos $500,000. Si bien esto demuestra que fue un gran éxito, esta atracción sufrió un declive tan o más rápido de lo que había sido su éxito. Esto se debe a que la gente se cansó muy rápidamente de esta atracción. La falta de películas condujo a cambios poco frecuentes en el programa y algunas personas se sentían incómodas al estar en un carruaje mecedor en lugares cerrados con extraños. Poco a poco Los Viajes de Hale distribuidos por el mundo fueron sustituidos por otras atracciones más novedosas y espectaculares. Un claro ejemplo es el caso de la atracción de Hale que se encontraba en el 41 Union Square de Nueva York dirigido por Adolph Zukor,  quien se vio obligado a cerrar la atracción por la poca gente que acudía a ella después de unas pocas semanas de su apertura. Para solucionar las pérdidas, Zukor decidió sustituir Los Viajes de Hale por la proyección del melodrama Asalto y robo de un tren de Edwin S. Porter, cosa que su éxito se volviera a disparar. Más tarde convirtió la zona que había sido para la atracción de Hale en un teatro nickelodeon con un programa regularmente cambiante y lo bautizó como The Comedy Theater. Esta idea fue un gran éxito y lanzó a Zukor hacia una carrera exitosa (véase el apartado "Influencias"). Como Zukor había descubierto, una de las razones del declive de la atracción de Hale fue que la novedad de esta desapareció rápidamente cuando los consumidores perdieron el interés en esta y fueron seducidos por otras novedades recreacionales. Otra de las razones fue la monotonía en el programa ofrecido por Los Viajes de Hale, ya que siempre se mostraban las mismas películas.
Finalmente, la última presencia de un espectáculo en una atracción Los Viajes de Hale fue en 1912. Hale disfrutó de una vida de retiro en Kansas City, Missouri, donde murió el 14 de julio de 1923 a la edad de 73 años. 
Los Viajes de Hale dejaron un gran legado de atracciones y intentos de duplicar o simular ciertos aspectos de la realidad percibida. Por ejemplo, en la Feria Mundial de Bruselas en 1958 se presentó Impressions of Speed, otro intento de tratar de plasmar una experiencia de viaje en tren mucho más sofisticada de lo que fue el intento de Hale.
Fue también predecesor del espectacular Viaje a la Luna de Disneyland California en 1955 introducido por Walt Disney. Esta atracción tomaba la forma de la parte frontal de un cohete gigante, con asientos para 150 pasajeros, con un interior detallado lleno de diales, luces parpadeantes, azafatas de avión, y todos los demás pertrechos teatrales correspondientes a un platillo volante bien equipado. Siguiendo una dramática cuenta atrás, los asientos se sacudían, los diales se movían, se escuchaba el rugido de los motores y, perfectamente sincronizada, se veía una película animada de un viaje a través del espacio exterior se proyectaba en pantallas tanto encima como debajo de la audiencia. Todos los efectos se combinan para crear la ilusión convincente de un viaje por el espacio. 
También debemos a Los Viajes de Hale las experiencias de cine inmersivo como el 3D, IMAX, ScreenX, 4DX, la realidad virtual e incluso ha sido impulsor de idea de arte inmersivo. Exposiciones como la Experiencia Inmersiva de Monet (2020) o Meet Vincent Van Gogh (2019) en Barcelona de IDEAL Centre d'Arts Digitals; o Van Gogh Alive (2015) celebrada en Florencia y comercializada por Grande Exhibitors, Caravaggio Experience en el Palazzo delle Esposizioni desarrollado por Medialart y Stefano Fake; son claros ejemplos de arte inmersivo que está en mayor o menor medida influenciado por la atracción de Hale.

## Creación y patente
George C. Hale nació el 28 de octubre de 1849. Fue un inventor, ingeniero y jefe de bomberos prolífico y bien formado de Kansas City, Misuri, desde 1882 hasta su jubilación en 1902.  William J. Keefe, concibió la idea de un vagón de pasajeros de imitación de ferrocarril sobre una plataforma circular que permanecería inmóvil mientras una serie de imágenes giraba alrededor de los "pasajeros" para simular la experiencia de un viaje en ferrocarril. El "realismo" aumentaría con la ayuda del personal que proporcionaría un movimiento de balanceo, una máquina de viento y efectos de sonido. Al carecer del capital financiero,  llevó su idea a Judge Fred W. Gifford, amigo cercano de Hale. Gifford y Hale decidieron aportar capital para la exploración e invención de la idea de Keefe. En 1904 dos terceras partes de la patente de esta idea fueron atribuidas a Hale y Gifford, y Keefe solo obtuvo reconocimiento por una tercera parte de la patente de su idea. Al final Hale y Gifford acabaron comprando los derechos del sistema diseñado por Keefe y lo desarrollaron para un uso comercial. Los dos, junto con el hijo de Gifford, Ward, contribuyeron al desarrollo y sofisticación técnica del sistema, así como el marketing que esta atracción demandó.

## Estructura[1]
Esta atracción se basaba en dos vagones. El primero se movía una pequeña distancia dentro de un túnel y enlazaba con un segundo que era estático. En este segundo vagón estático, que tenía los laterales y la parte frontal abiertos, es donde la audiencia vivía la experiencia de viajar sin moverse. Aun así, la mayoría de Los Viajes de Hale que se establecieron en el mundo solo contaban con el vagón estático, prescindiendo del primer vagón que realizaba el pequeño trayecto entre la entrada a la atracción y el segundo vagón.
El vagón estático proporcionaba un número de asientos para sus pasajeros con inclinación en la parte trasera para ofrecer una buena visibilidad a todos los asistentes. En la parte delantera, que estaba abierta, la audiencia podía ver imágenes en movimiento que habían sido rodadas desde la parte delantera de un tren en movimiento (paseo fantasma). Las imágenes se proyectaban desde una galería situada en la parte trasera del vagón sobre una pantalla ligeramente inclinada. La distancia de la pantalla respecto al vagón, el tamaño de esta, y la distancia del proyector con respecto a la pantalla tenía la intención de proporcionar una imagen que cubriera en su totalidad el campo de visión de los ocupantes del vagón y que fuera de tamaño real. La patente también incluía la proyección de imágenes en la parte trasera si se deseaba, por lo que la mayoría de las atracciones incluían proyección trasera.
En la parte inferior del vagón, un cinturón de proyectores se movían constantemente sobre rodillos y ejes durante el espectáculo. Las orejetas de proyección entraban en contacto con una pieza de metal debajo del vagón, creando consecuentemente el característico sonido sonido de las ruedas del ferrocarril cuando pasan sobre las uniones de las vías. La velocidad del cinturón se podía regular de manera que se pudieran simular la aceleración, desaceleración, paradas y arranques que se veía en la película proyectada. También había ráfagas de viento artificiales, y el vagón entero se movía de lado a lado durante el espectáculo a través de distintas palancas (después muchas de estas operaciones manuales fueron sofisticadas con la introducción de la electricidad).
Los espectáculos que se vivían en esta atracción solían durar entre 20 y 25 minutos, 15 de los cuales eran solamente de película. El coste de la entrada solía ser de unos diez centavos. Los tickets se adquirían a la entrada del vagón por una figura disfrazada de guardia que se convertía en el conductor y operaba los controles de la maquinaria del vagón una vez los pasajeros estaban dentro y empezaba el espectáculo.

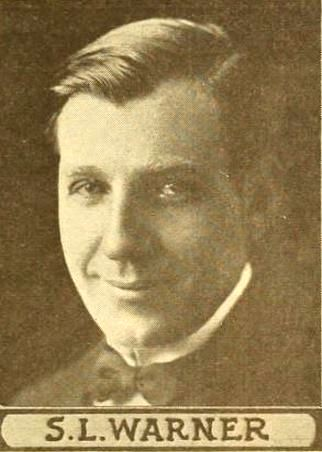
Sam Warner, uno de los fundadores y propietarios del famoso Warner Brothers Studios, empezó en la industria del entretenimiento como proyeccionista de las atracciones de Hale.

## Influencias
Los viajes de Hale tuvieron una inmensa influencia sobre figuras que más tarde se convertirían pioneros en la industria del cine y la imagen en movimiento. Tales son personajes como Sam Warner, cofundador y propietario de Warner Brothers Studios; J. D. Williams, fundador y presidente del First National Studios; Adolph Zukor, fundador del Famous-Players-Lasky Productions y presidente de Paramount Pictures; y Carl Laemmle, fundador y director de Universal Pictures Corporation. Para Carl Laemmle, Los viajes de Hale fue el primer espectáculo de película que nunca había visto y sirvió como introducción al cine, cosa que lo convenció para invertir su modesto capital y su enorme energía. Para J. D. Williams, Los viajes de Hale fue el primer espectáculo que abrió en Vancouver. Por otra parte, el primer trabajo de Sam Warner en la industria del cine fue como proyeccionista en la atracción de Hale, primero en White City Park de Chicago y más tarde en el parque de atracciones de Idora en Youngstown, Ohio. Para Adolph Zukor Los viajes de Hale sirvieron como puente para llevarlo de las máquinas arcade en Nueva York a su mucho más ambiciosa entrada a operaciones convencionales dentro de la industria del entretenimiento (véase apartado "historia y evolución"). Otros pioneros del cine cuya primera visión de imágenes en movimiento fue Los viajes de Hale fueron la actriz Mary Pickford, el actor Ronald Colman, y el productor británico Percy Smith.

## En cultura popular
Un Tour de Hale aparece en el 1948 en el film Carta de una desconocida.